# Walford Davies
Henry Walford Davies KCVO OBE (Oswestry, Shropshire, 6 de setembre del 1869 - Londres, 11 de març de 1941) fou un compositor, professor i musicòleg anglès.
Després de rebre lliçons particulars de música, ingressà el 1892 en el cor de la capella de Sant Jordi, de Windsor (Anglaterra), on també fou deixeble i ajudant organista de Walter Parrat el 1885-1890, tenint així mateix a llur càrrec, com a titular, l'orgue de la capella Park. En el període de 1890-98, any en què va obtenir el doctorat de música en la Universitat de Cambridge, fou alumne de composició en el Reial Col·legi de Música de Kensington (1890-1894), organista i mestre de cor de St. Annes, Soho (1890-1891) i de la Christ Church, de Hampstead (1891-1898), i professor de contrapunt en aquest Col·legi, des del 1895, càrrec en el qual va adquirir notorietat i al qual va haver de renunciar el 1903.
Entre les activitats professionals que posteriorment desenvolupà, hi figuren els càrrecs d'organista i director del cor de l'església de Temple (1898-1923); director, amb el grau de comandant, de la RAF durant els anys 1917-19; professor de música en el Reial Col·legi Universitari de Gal·les, a Aberystwyth, des del 1919 al 1926; director de música i catedràtic del Consell Nacional de la Universitat de Gal·les, des del 1919; organista titular de la capella de Sant Jordi de Windsor (1927-1932) i professor reial de Música des del 1934. També dirigí diverses entitats corals i va intervenir en nombrosos festivals i concerts, donant a conèixer en aquests moltes de llurs obres, que comprenent simfonies, obertures, suites, cantates, peces orquestrals, música de cambra i religiosa i algunes compilacions.
Entre les activitats professionals que posteriorment desenvolupà, hi figuren els càrrecs d'organista i director del cor de l'església de Temple (1898-1923); director, amb el grau de comandant, de la RAF durant els anys 1917-19; professor de música en el Reial Col·legi Universitari de Gal·les, a Aberystwyth, des del 1919 al 1926; director de música i catedràtic del Consell Nacional de la Universitat de Gal·les, des del 1919; organista titular de la capella de Sant Jordi de Windsor (1927-1932) i professor reial de Música des del 1934. També dirigí diverses entitats corals i va intervenir en nombrosos festivals i concerts, donant a conèixer en aquests moltes de llurs obres, que comprenent simfonies, obertures, suites, cantates, peces orquestrals, música de cambra i religiosa i algunes compilacions.

## Obres
Citem tot seguit la llista cronològica de la major part d'aquestes, en les que a més, s'indiquen entre parèntesis el lloc on foren estrenades algunes d'elles.
- Weep no more (1891);
- Out of the deep (1892);
- sturdy Rock (1893);
- Hervé Riel (1894);
- Prospice, Quintet for baritone voice and strings (1894);
- Sonata in E minor, for piano and violin (1894);
- Psalm 23, for tenor voicé and harp and string quartet (1896);
- Sonata in D minor, for piano and violin (1896);
- Six Pastorals for vocal quarted, string quarted and piano(1897);
- When Christ was born to earth (1898);
- God created man, Motet Four Songs of Innocence (1898);
- Hymn before Action (1898);
- Evening service in C (1898);
- Walk to Emmaus (1898);
- And Jesus entered into the Temple (1899);
- Festal evening service in G (1900);
- If any man hath not the Spirit of Christ (1901);
- As with Gladness (1901);
- The Blessed Bird (1901);
- Temple Chant service in G (1902);
- Festal Te Deum and Jubilate in G (1902);
- Three jovial Huntsmen (with violin obbligato); arranjat també per a orquestra (1902);
- The Temple, un dels més notables oratoris (1902);
- Worcester Festival); Whatsoever is born of God (1903)
- Everyman, probablement la més coneguda de les seves cantates, i que li’n donà molt renom (1904;
- Leeds Festival) per una veu, cor i orquestra, figurant també com a obertura orquestral;
- Six songs, segona sèrie (1905);
- Eight Nursery Rhymes i Nursery Rhymes (1905);
- Lift up your Hearth (1906);
- Hereford Festival);
- Humpty Dumpty (1907);
- Holiday Tunes (1907);
- England's Pleasant Land (1907);
- Ode on Time (1908; Milton Celebration);
- Solemn Melody (1908);
- Grace to you and peace (1908);
- Songs of Nature; for voices, strings, flute, horn and P,F, (1908-1909);
- New Nursery Rhimes (1908);
- Noble Numbers (1909; Hereford Festival); la suite Peter Pan; strings quarted (1909);
- Festal Overture (1910);
- Five Sayings of Jesus (1911);
- Worcester Festival); Parthenia Suite (1911);
- Symphony in G (1911);
- Evening Service (1911);
- Song of St, Francis (1912; Birmingham Festival);
- Suite in C, after Wordsworth (1912);
- Dominus iluminatio mea (1913);
- Dante Fantasy (1914);
- Worcester, 1920); Conversations for piano and orchestra (1914);
- Short Requiem (1914);
- These Sweeter Far (1914); Four un accompaniment partsongs (1914);
- Three quartets with piano accompaniment (1914);
- Fellowship song Book (1915);
- Thirty songs new and old, arranged for men's voices, Fifty-two Hymn Tunes, arranged for men voices, Thirty-eigth songs for camp concerts, In Hoc Signo (Hymns of war and peace (1915);
- Heaven's Gate (1916);
- People’s Palace); Unaccompanied Service in C (1916); publicat el 1924);
- Serial Service in F, Let us now praise famous men (1916); Fourteen spiritual songs (1918);
- Laus Deo (Hymns of peaceand thanksgiving) (1919);
- Hymns of the Kingdom, Memorial Suite, A Studens Hymnal (1923);
- Welsh Festival Music (1924);
- Men and Angels (1925); Gloucester Festival;
- High Heaven's King (1926); Worcester Festival);
- Children's Symphony; Christ in the Universe (1929); Worcester Festival), etc.,.

Així mateix també publicà Music and Worship (1935), en col·laboració amb Harvey Grace; Rhythm in Church; Music in the Christian Church; The Pursuit of Music (1936), etc.,.
El 1919 li fou concedit el grau d'oficial de l'Orde de l'Imperi Britànic; el 1922, fou nomenat cavaller (sir) i el 1932 i 1937, respectivament, comandant i cavaller comandant del Reial Orde Victorià. Les Universitats de Leeds el 1904 i Glasgow el 1926 el nomenaren doctor en lleis, les de Lublin i Oxford, doctor honoris causa en Música, el 1930 i 1935. Pertanyia al Reial Col·legi d'Organistes de Londres (1904); a la Reial Acadèmia de Música (1923), com a membre honorari; al Reial Col·legi de Música, de Londres, des del 1926, etc.